# Lapp pásztorkutya
Az lapp pásztorkutya (Lapinporokoira) egy finn fajta.

## Történet
Kialakulása az 1600-as évekre tehető. Hosszú időn át szinte kizárólag pásztorkutyaként tartották. Standardját 1960-ban készítette el a finn Kennel Klub. A munkakutyaként tartott kanokat délre viszik és ottani szukákkal pároztatják. Az almokból származó kanok azután északra kerülnek dolgozni. Az eljárás segíti a terelőhajlam fennmaradását. 

## Külleme
Marmagassága 48-56 centiméter, tömege 27-30 kilogramm. Visszahajlított, de nem kunkorított farka az oldalára és nem a hátára fekszik. Törzse valamivel hosszabb, mint a Lapinkoira nevű rokonáé. 

## Képgaléria

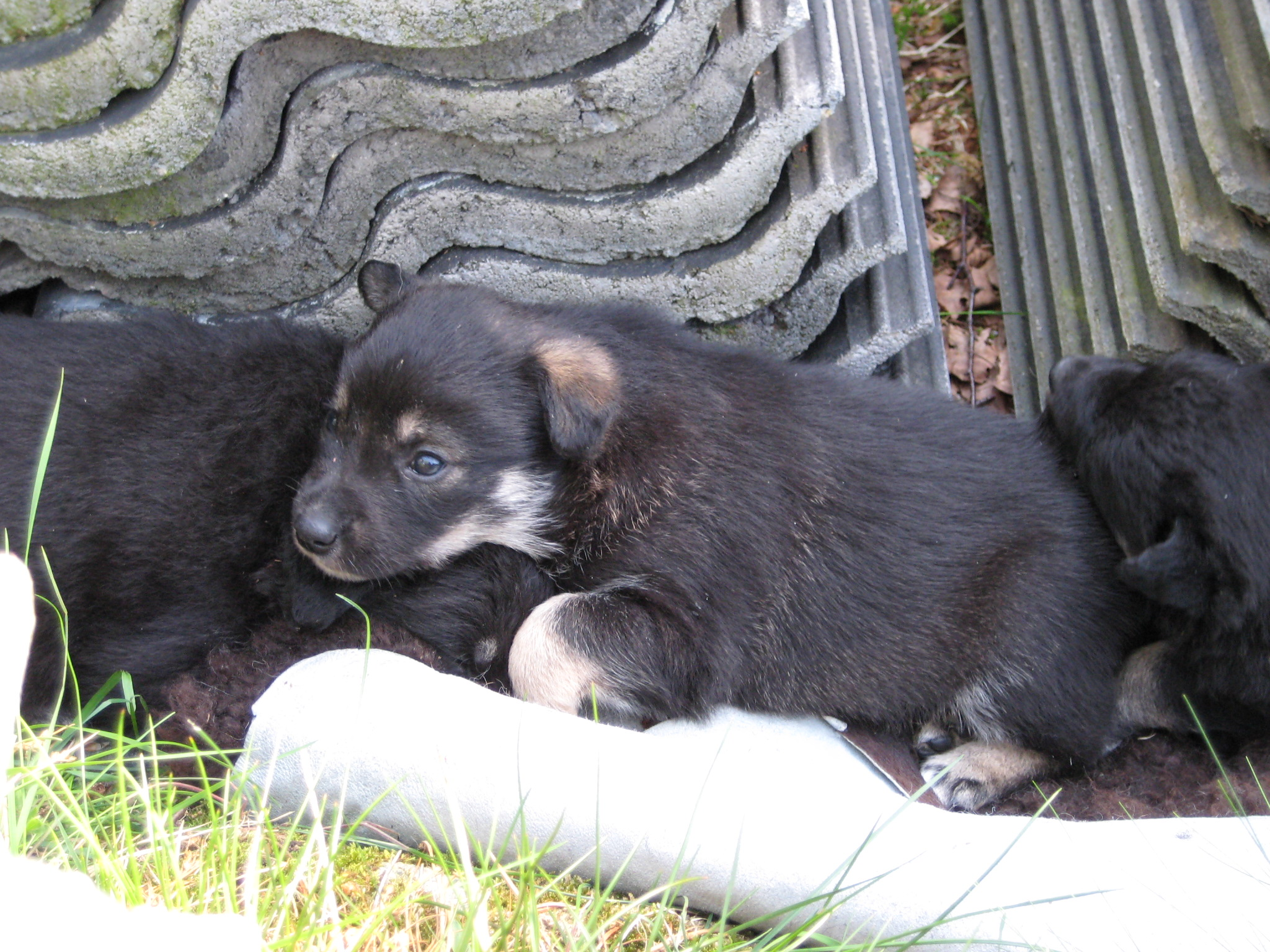

## Jelleme
Természete éber és fogékony.  